# 세이렌 (드라마)
《세이렌》(영어: Siren)은 2018년부터 2020년까지 프리폼에서 방영한 미국의 판타지 드라마이다.